# Néstor del Barco Rodrigo
Néstor del Barco Rodrigo (Serradilla, *1960).
Es un director de cine y guionista extremeño. Afincado en León. Sus obras se caracterizan por utilizar como escenarios naturales tanto su pueblo de nacimiento, Serradilla (Cáceres), como León, un ejercicio de transhumancia cinematográfica que se repite en todos sus trabajos. Es defensor y divulgador de la lengua extremeña a la que ha dedicado varios documentales y películas, en el libro sobre la Reserva de la Biosfera de Monfragüe editado por la diputación de Cáceres escribe el capítulo dedicado al "Habla Serradillana". Autor de quince guiones cinematográficos.
Director y montador de la película de largometraje Territoriu de bandolerus, que fue premiada en 2014 en el Festival Solidario de Cine Español con el San Pancracio Reyes Abades y con el Premio de la Cultura por la Casa Regional de Extremadura, en Getafe. El film recibió la Medalla de Oro de Serradilla.
Su segundo largometraje "Santarrostru", un thriller rural transfronterizo, se estrenó en mayo de 2017. Ha participado en la décima edición de Getafe Negro y ha sido seleccionada oficialmente en otros doce festivales internacionales Montreal (Canadá), Dheli(India), Siracussa (Italia), Calcuta (India), Figueira da Foz (Portugal), Sacramento (EE. UU.), Rancagua (Chile), Ficcoc (Venezuela) premio a mejor fotografía y mejor montaje, Wolrd Film (Australia, IWFF (India), Festival de cine (León), y en el Best Fiction Film Festival de Los Angeles, donde recibió el galardón al mejor largometraje.
Como documentalista, ha realizado seis trabajos entre los que destacan Berezu con varios premios internacionales y el Migajón que cuenta la historia de la revista del mismo nombre, editada en Serradilla desde hace varias décadas, y Palabras de Cristal un hermoso homenaje a su lengua vernácula.
En 2024 realiza el cortometraje "Amé", un trabajo experimental y surrealista, que ha obtenido más de veintiún premios y treinta selecciones oficiales en diversos países.
Ha participado como Jurado Internacional en varios festivales de cine, New York City Independent Film Festival ( NYCIFF) de Nueva York (USA), en el 12th Mumbai Shorts International Film Festival 2023 de Bombai India en el 6º Noida International Film Festival-19 de la India y en el festival Luna de Cortos de León, entre otros.

## Filmografía
- La vida secreta de las Gallinas - cortometraje (2001)
- Nakorita - cortometraje (2003)
- Áurea - documental (2006)
- Día del Habla Serraillana 1ª Edición - documental (2008)
- Día del Habla Serraillana 2ª Edición - documental (2009)
- Alma de Encina - documental (2010)
- El Misterio de las Planchas de Oro - mediometraje (2010)
- Placeres Olvidados - cortometraje (colaboración) (2011)
- Oscuridad Blanca - cortometraje (making-of) (2012)
- Palabras de Cristal - cortometraje (2012)
- Territoriu de Bandolerus - largometraje (2013)
- Asina se Jidu "Territoriu de Bandolerus" - documental (2014)
- Santarrostru - largometraje (2017)
- Brezo - documental (2020)
- El Migajón - documental (2021)
- Amé - cortometraje (2024)